# بنيامين ديبول
بنيامين ديبول (بالإنجليزية: Ben Dyball)‏ (و. 1989  م) هو راكب دراجة هوائية أسترالي، مركز لعبه هو متخصص التسلق ‏.

## سجل الفوز

### سباقات أو مراحل فاز بها
| التاريخ        | السباق                                            | المركز                                          |
| -------------- | ------------------------------------------------- | ----------------------------------------------- |
| 01 يناير 2013  | طواف أوقيانوسيا للدراجات 2013                     |                                                 |
| 27 يناير 2013  | طواف نيوزيلندا الكلاسيكي 2013                     |                                                 |
| 14 مارس 2013   | 2013 Oceania Road Cycling Championships Men ITT   |                                                 |
| 03 مارس 2016   | 2016 Oceania Road Cycling Championships Men ITT   |                                                 |
| 05 يناير 2017  | سباق الزمن في بطولة أستراليا لركوب الدراجات 2017  |                                                 |
| 09 مارس 2017   | 2017 Oceania Road Cycling Championships Men ITT   |                                                 |
| 28 مايو 2017   | 2017 Tour du Jura                                 | العاشر في التصنيف العام، الثامن في تصنيف الجبال |
| 01 يناير 2018  | طواف آسيا للدراجات 2018                           |                                                 |
| 28 يناير 2018  | طواف إندونيسيا 2018                               | الثامن في التصنيف العام                         |
| 25 مارس 2018   | طواف لانكاوي 2018                                 | الثالث في التصنيف العام، الرابع في تصنيف الجبال |
| 06 أبريل 2018  | طواف تايلاند 2018                                 | الفائز في التصنيف العام                         |
| 03 مايو 2018   | طواف كومانو 2018                                  |                                                 |
| 21 سبتمبر 2018 | طواف سياك 2018                                    |                                                 |
| 29 سبتمبر 2018 | 2018 طواف لجين                                    | الفائز في التصنيف العام                         |
| 15 مارس 2019   | 2019 Oceania Road Cycling Championships Men ITT   | الفائز في التصنيف العام                         |
| 17 مارس 2019   | 2019 Oceania Road Cycling Championships Men RR    | الفائز في التصنيف العام                         |
| 24 مارس 2019   | طواف توتشيغي 2019                                 |                                                 |
| 13 أبريل 2019  | طواف لانكاوي 2019                                 | الفائز في التصنيف العام                         |
| 22 مايو 2022   | طواف اليابان 2022                                 |                                                 |
| 06 أكتوبر 2022 | طواف تايوان 2022                                  | الفائز في التصنيف العام                         |
| 28 مايو 2023   | طواف اليابان 2022                                 |                                                 |
| 05 نوفمبر 2023 | 2024 Karst International Road Race                |                                                 |
| 13 أبريل 2024  | 2024 Oceania Road Cycling Championships - Men ITT |                                                 |
| 26 مايو 2024   | 2024 Tour of Japan                                |                                                 |
| 25 أغسطس 2024  | 2024 Grand Prix Kaisareia                         | الفائز في التصنيف العام                         |

## روابط خارجية
- بنيامين ديبول على موقع الاتحاد الدولي للدراجات (الإنجليزية)
- بنيامين ديبول على موقع أرشيف الدراجات (الإنجليزية)
- بنيامين ديبول على موقع إحصائيات الدراجات الإحترافية (الإنجليزية)
- بنيامين ديبول على موقع نسبة الدراجات (الإنجليزية)